# Brusarci
Brusarci (in bulgaro Брусарци?) è un comune bulgaro situato nella Regione di Montana di 6 103 abitanti (dati 2009). La sede comunale è nella località omonima

## Località
Il comune è formato dall'insieme delle seguenti località:
- Brusarci (sede comunale)
- Bukovec
- Vasilovci
- Dondukovo
- Dăbova Mahala
- Kiselevo
- Knjaževa Mahala
- Kriva Bara
- Odorovci
- Smirnenski